# 花くらべ (1988年のテレビドラマ)
『森繁久彌ドラマ 花くらべ』（もりしげひさやドラマ はなくらべ）は、TBS系列の月曜21時枠で1988年5月30日から同年7月4日まで放送された森繁久彌主演の日本のテレビドラマ。全6回。
作家の獅子文六の妻・岩田幸子の自伝「笛吹き天女」をもとに、老作家と年の離れた夫人の喜怒哀楽な愛情物語を描く。また、1987年に腸閉塞の手術を受けた森繁の復帰作でもあった。

## キャスト
- 岩佐 東吉（佐々 軍六）：森繁久彌
- 岩佐 幸子：多岐川裕美
- 直昭：三浦友和
- 岩佐 麻里：かとうかずこ
- 初井言榮
- 中条静夫
- 鮎川いずみ
- 神津はづき
- 松山英太郎
- 菅井きん 他

## スタッフ
- 原作：岩田幸子『笛吹き天女』
- 脚本：田口耕三
- 音楽：木下忠司
- 企画：下田文子
- 企画協力：亀井欽一
- プロデュース：逸見稔
- 演出：桜井秀雄
- 演出補：石井良和
- 製作：オフィス・ヘンミ/TBS